# Coronicium
Coronicium — рід грибів родини птерулові (Pterulaceae). Назва вперше опублікована 1975 року.

## Класифікація
До роду Coronicium відносять 5 видів:
- Coronicium alboglaucum
- Coronicium gemmiferum
- Coronicium molokaiense
- Coronicium proximum
- Coronicium thymicola